# SM UB-72
SM UB-72 – niemiecki okręt podwodny z okresu I wojny światowej, jedna z 96 zbudowanych jednostek typu UB III.
Okręt miał wyporność 508 ton w położeniu nawodnym i 639 ton pod wodą, a jego główną bronią było 10 torped o kalibrze 500 mm wystrzeliwanych z pięciu wyrzutni. Napędzana silnikami wysokoprężnymi i elektrycznymi jednostka rozwijała prędkość 13,4 węzła na powierzchni i 7,5 węzła w zanurzeniu, osiągając zasięg nawodny wynoszący 8420 Mm przy prędkości 6 węzłów (i 55 Mm przy prędkości 4 węzłów pod wodą).
UB-72 został zwodowany 30 lipca 1917 roku w stoczni Vulcan w Hamburgu, a do służby w Kaiserliche Marine wcielono go 9 września 1917 roku. W czasie służby operacyjnej w 5. Flotylli U-Bootów i 2. Flotylli U-Bootów Hochseeflotte odbył pięć patroli bojowych, podczas których zatopił pięć statków o łącznej pojemności 10 551 BRT, a ponadto uszkodził jeden statek o pojemności 3358 BRT. SM UB-72 został zatopiony wraz z większością załogi w kanale La Manche przez brytyjski okręt podwodny HMS D4 12 maja 1918 roku.

## Projekt i budowa
Wydane w kwietniu 1915 roku przez Inspektorat U-Bootów memorandum wzywało kierownictwo Cesarskiej Marynarki Wojennej do zaprojektowania i budowy uproszczonego typu okrętu podwodnego, który miał zostać wykorzystany w działaniach blokadowych Wielkiej Brytanii. Budowa dużych, oceanicznych okrętów podwodnych zabierała zbyt wiele czasu, podobnie jak produkcja używanych do ich napędu silników wysokoprężnych o dużej mocy. Konsekwencją był duży niedobór jednostek tej klasy w niemieckiej flocie. Wznowienie na początku 1916 roku nieograniczonej wojny podwodnej sprawiło, że konieczne stało się opracowanie średniej wielkości okrętu podwodnego uzbrojonego w torpedy, który można było szybko zbudować. Przybrzeżne okręty typu UB II były zbyt słabo uzbrojone i miały niewystarczający zasięg, przez co ich użycie ograniczone było przeważnie do wód Morza Północnego i kanału La Manche, natomiast nowo projektowane torpedowe okręty podwodne musiały być zdolne do operowania wokół Wysp Brytyjskich i na Morzu Śródziemnym. Zrezygnowano z wcześniejszego schematu prostych jednostek jednokadłubowych z zewnętrznymi zbiornikami balastowymi na rzecz konstrukcji dwukadłubowej.
Projekt nowego okrętu podwodnego średniej wielkości oparto na konstrukcji udanych podwodnych stawiaczy min typu UC II. Dziobowej części okrętu nadano nowy profil, a szyby minowe zastąpiono przedziałem torpedowym z czterema wewnętrznymi wyrzutniami torped; powiększono również wyposażony w dwa peryskopy kiosk. Znacznie zwiększono moc silników spalinowych i elektrycznych, jak i pojemność zbiorników paliwa, jednak odbyło się to kosztem zmniejszenia o 40% wielkości baterii akumulatorów i o blisko 30% ich pojemności w stosunku do SM U-16, przez co spadła prędkość podwodna i zasięg. Okręty charakteryzowały się doskonałą manewrowością i krótkim czasem zanurzania, wynoszącym 30 sekund. Budowa okrętów o nadanym przez Inspektorat U-Bootów numerze projektu 44, zwanych później typem UB III, miała rozpocząć się po zrealizowaniu przez stocznie kontraktów na budowę jednostek typu UB II i UC II, czyli najwcześniej wiosną 1917 roku.
SM UB-72 zamówiony został 23 września 1916 roku jako jedna z liczącej 16 jednostek II serii okrętów typu UB III . Powstał w stoczni Vulcan w Hamburgu jako jeden z 26 okrętów typu UB III zbudowanych w tej wytwórni . UB-72 otrzymał numer stoczniowy 96 (Werk 96)  . Stępkę okrętu położono w 1916 roku , a zwodowany został 30 lipca 1917 roku. Koszt budowy okrętu wyniósł 3 mln 337 tys. marek.

## Dane taktyczno-techniczne

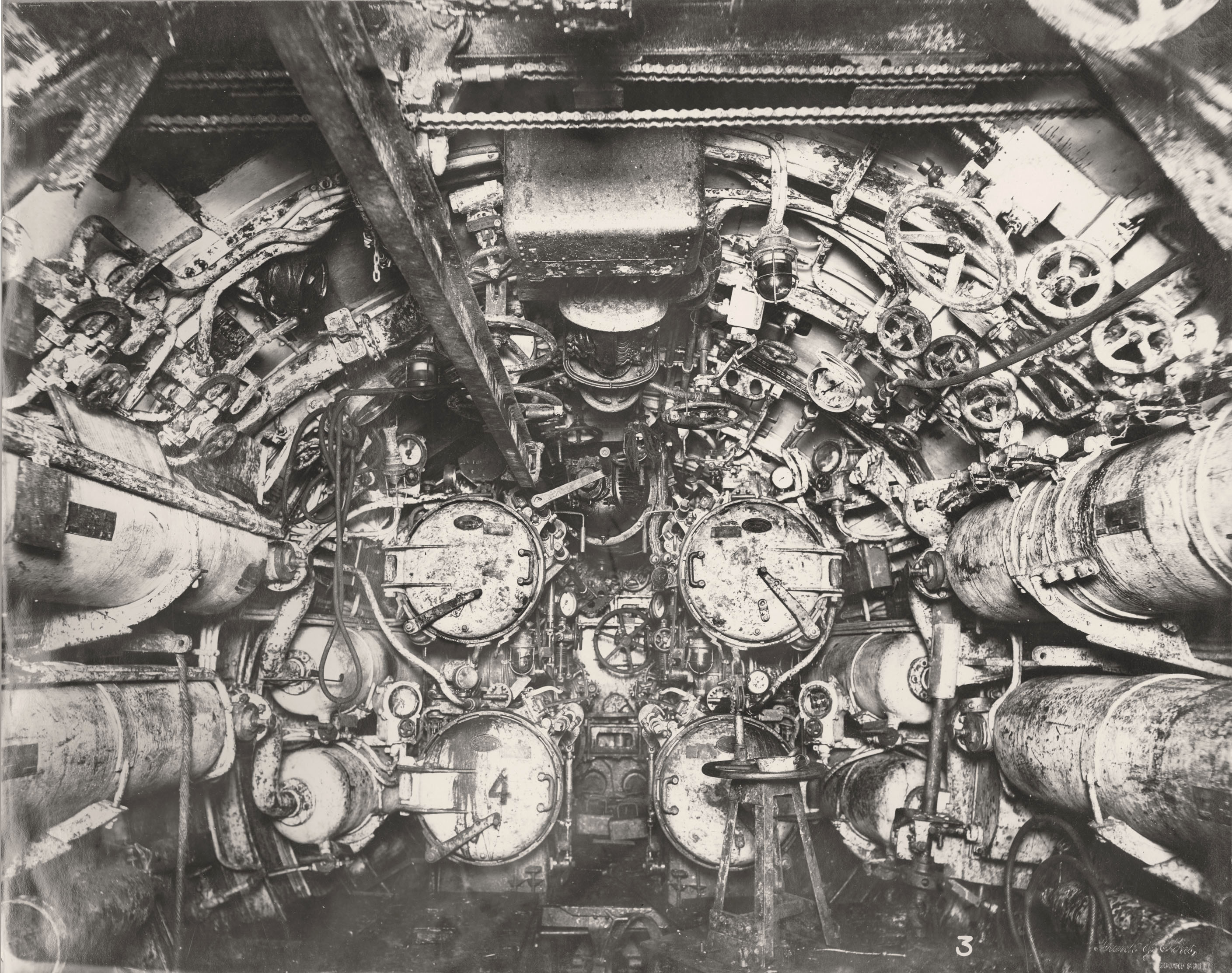
Wnętrze przedziału torpedowego siostrzanego okrętu SM UB-110

SM UB-72 był średniej wielkości okrętem podwodnym o konstrukcji dwukadłubowej. Długość całkowita wynosiła 55,52 metra, szerokość 5,76 metra i zanurzenie 3,7 metra. Kadłub sztywny miał 40,1 metra długości i 3,9 metra szerokości . Podzielony był grodziami na następujące przedziały (od dziobu): przedział torpedowy, pomieszczenia załogi, centrala, pomieszczenia załogi, przedział silników spalinowych, przedział silników elektrycznych oraz rufowy przedział torpedowy. Wysokość (od stępki do szczytu kiosku) wynosiła 8,25 metra . Dziób jednostki przystosowany był do przecinania sieci przeciwpodwodnych. Wyporność w położeniu nawodnym wynosiła 508 ton, a w zanurzeniu 639 ton.
Okręt napędzany był na powierzchni przez dwa 6-cylindrowe, czterosuwowe silniki wysokoprężne MAN S6V35/35 o łącznej mocy 809 kW (1100 KM) przy 450 obr./min, zaś pod wodą poruszał się dzięki dwóm silnikom elektrycznym SSW o łącznej mocy 580 kW (788 KM) przy 362 obr./min. Dwa wały napędowe obracały dwie śruby o średnicy 1,4 metra każda. Jednostka wyposażona była w dwa stery kierunku i dwa podwójne stery głębokości. Okręt osiągał prędkość 13,4 węzła na powierzchni i 7,5 węzła w zanurzeniu. Zasięg wynosił 8420 Mm przy prędkości 6 węzłów w położeniu nawodnym oraz 55 Mm przy prędkości 4 węzłów pod wodą. Zbiorniki mieściły 68 ton paliwa , a energia elektryczna magazynowana była w dwóch bateriach akumulatorów po 62 ogniwa, zlokalizowanych pod przednim i tylnym pomieszczeniem mieszkalnym załogi. Dopuszczalna głębokość zanurzenia wynosiła 75 metrów , zaś czas wykonania manewru zanurzenia 30 sekund.
Głównym uzbrojeniem okrętu było pięć wewnętrznych wyrzutni torped kalibru 500 mm: cztery dziobowe i jedna na rufie, z łącznym zapasem 10 torped. Broń artyleryjską stanowiło umieszczone przed kioskiem działo pokładowe kalibru 8,8 cm TK C/08 L/30, z zapasem amunicji wynoszącym od 160 do 296 naboi . Okręt wyposażony był w dwa peryskopy: wachtowy i bojowy. Wyposażenie ratownicze stanowiła umieszczona na pokładzie łódź ratunkowa.
Załoga okrętu składała się z trzech oficerów oraz 31 podoficerów i marynarzy.

## Służba
SM UB-72 został wcielony do służby w Kaiserliche Marine 9 września 1917 roku . Dowódcą jednostki został mianowany kpt. mar. (niem. Kapitänleutnant) Walter Creutzfeldt . Po okresie szkolenia U-Boot 28 października wszedł w skład 5. Flotylli U-Bootów Hochseeflotte z bazą w Bremerhaven .
3 lutego 1918 roku na zachód od Orkadów okręt zatopił zbudowany w 1905 roku norweski parowiec „Svanfos” o pojemności 896 BRT, płynący z Liverpoolu do Skien z ładunkiem sody kalcynowanej (na pozycji 59°12′N 3°55′W/59,200000 -3,916667, nikt nie zginął) .
2 marca 1918 roku nowym dowódcą U-Boota został por. mar. (niem. Oberleutnant zur See) Friedrich Traeger . 28 marca w odległości 50 Mm na wschód od Aberdeen UB-72 zatopił zbudowany w 1908 roku brytyjski uzbrojony parowiec blokadowy (ang. armed boarding steamer) HMS „Tithonus” (3463 BRT), płynący w eskorcie konwoju z Wielkiej Brytanii do Norwegii . Jednostka zatonęła na pozycji 57°04′N 0°33′W/57,066667 -0,550000, a na jej pokładzie zginęło czterech członków załogi . Dwa dni później w odległości 35 Mm na południowy zachód od latarni morskiej Marstein okręt podwodny zatopił zbudowany w 1906 roku norweski parowiec „Vafos” o pojemności 1322 BRT, płynący z ładunkiem drobnicy z Kingston upon Hull do Skien (w wyniku ataku zginęło czterech załogantów) .
25 kwietnia UB-72 został włączony do 2. Flotylli U-Bootów Hochseeflotte . 27 kwietnia U-Boot wyszedł z Kilonii na piąty wojenny patrol, udając się do zachodniej części kanału La Manche drogą wokół Wysp Brytyjskich. 6 maja w odległości 6 Mm na północny zachód od przylądka Corsewall Point okręt storpedował bez ostrzeżenia i zatopił zbudowany w 1897 roku uzbrojony brytyjski parowiec „Sandhurst” o pojemności 3034 BRT, płynący z ładunkiem rudy żelaza z Bilbao do Ardrossan (na pozycji 54°58′N 5°25′W/54,966667 -5,416667, zginęło 20 marynarzy)  . Dwa dni później w odległości 45 Mm na zachód od South Stack w wyniku ataku torpedowego U-Boota uszkodzeń doznał zbudowany w 1900 roku brytyjski parowiec „Quito” o pojemności 3358 BRT, płynący z Barrow-in-Furness do Barry Roads (obyło się bez strat w ludziach) . 9 maja w odległości 18 Mm na północny zachód od South Stack U-Boot storpedował bez ostrzeżenia i zatopił zbudowany w 1912 roku uzbrojony brytyjski parowiec „Baron Ailsa” o pojemności 1836 BRT, przewożący towary rządowe z Queenstown do Barry (w wyniku ataku śmierć poniosło 10 członków załogi)  . 
12 maja 1918 roku o godzinie 4:50 w kanale La Manche SM UB-72 został na pozycji 50°08′N 2°41′W/50,133333 -2,683333 storpedowany przez brytyjski okręt podwodny HMS D4, dowodzony przez kpt. mar. (ang. Lieutenant) Clauda Barry’ego. Płynący na powierzchni U-Boot został trafiony dwiema torpedami wystrzelonymi przez znajdujący się na głębokości peryskopowej brytyjski okręt z odległości 500 metrów. Z liczącej w tym rejsie 37 osób załogi zginęły 34, w tym dowódca (uratowanych zostało jedynie trzech załogantów znajdujących się w chwili trafienia na pokładzie).
Spoczywający na głębokości około 70 metrów wrak UB-72 został zlokalizowany przez nurków w 1997 roku.

## Podsumowanie działalności bojowej
W latach 1917–1918 SM UB-72 odbył łącznie pięć patroli bojowych, podczas których zatopił pięć statków o łącznej pojemności 10 551 BRT i uszkodził jeden statek o pojemności 3358 BRT  . Na pokładach zatopionych jednostek zginęło co najmniej 38 osób, w tym 20 na brytyjskim parowcu „Sandhurst”  . Pełne zestawienie bojowych osiągnięć okrętu przedstawia poniższa tabela :
| Data          | Nazwa          | Państwo         | Tonaż       | Los jednostki |
| ------------- | -------------- | --------------- | ----------- | ------------- |
| 3 lutego 1918 | „Svanfos”      | Norwegia        | 896         | zatopiony     |
| 28 marca 1918 | HMS „Tithonus” | Royal Navy      | 3463        | zatopiony     |
| 30 marca 1918 | „Vafos”        | Norwegia        | 1322        | zatopiony     |
| 6 maja 1918   | „Sandhurst”    | Wielka Brytania | 3034        | zatopiony     |
| 8 maja 1918   | „Quito”        | Wielka Brytania | 3358        | uszkodzony    |
| 9 maja 1918   | „Baron Ailsa”  | Wielka Brytania | 1836        | zatopiony     |
| RAZEM         | RAZEM          | zatopione:      | zatopione:  | 5             |
| RAZEM         | RAZEM          | uszkodzone:     | uszkodzone: | 1             |